# Иван Николов (поет)
Вижте пояснителната страница за други личности с името Иван Николов.
 Тази статия е за поета Иван Николов.  За литературната награда на негово име вижте Иван Николов (награда).  За други личности, носещи това име вижте Иван Николов.
Иван Николов Иванов е български поет и журналист, поет и преводач от руски език.

## Биография
Завършва Педагогическия институт в Хасково през 1958 г. и българска филология в Софийския държавен университет през 1965 г. Работи като учител. Журналист във вестник „Хасковска трибуна“ от 1960 до 1969 г. От 1969 г. е главен редактор на издателство „Хр. Г. Данов“ в Пловдив. Главен редактор на литературния алманах „Юг“, Хасково. Погребан в родното му село.

## Творчество
Автор е на повече от 20 книги. Заедно с Андрей Германов е автор на дружеските пародии в книгата „Парнас около нас. Дружески шаржове, пародии и епиграми“ (кн. 1 – 2. 1974 – 1987), в която се пародират редица съвременни литератори.
Иван Николов е един от най-добрите преводачи на руска поезия и проза. Негово дело са забележителни преводи на Пушкин, Есенин, Марина Цветаева, Булат Окуджава, Владимир Висоцки, Артьом Весели, Козма Прутков, Андрей Бели и други.

### Поезия
- „Селянинът с хляба. Стихове“ (1960)
- „Безсънна звезда. Стихове“ (1963)
- „Бъдете празнични. Стихове“ (1965)
- „Момчето с лунички. Стихове“ (1966)
- „Юг. Стихове“ (1967)
- „Голямото лято. Стихове“, (1968)
- „Мравешки работи“ (1968)
- „Люлки над света. Стихове“ (1968)
- „Етажерка. Стихове“ (1970)
- „Руска тетрадка. Стихове“ (1971)
- „В средата на живота. Лирика“ (1973)
- „Мъжка сянка. Стихове“ (1973)
- „Самоцветна дъга. Стихове“ (1974)
- „Подземна вода. Лирика“ (1976; 1987)
- „Кактусова алея. Лирика“ (1977)
- „Разни работи. Весели поеми“ (1978)
- „Изповедалня. Лирика“ (1980)
- „Сто стихотворения“ (1983)
- „Стълба в небето. Лирика“ (1984)
- „Животопис. Стихове“ (1987).

### Преводи
- Анна Ахматова, „Избрана лирика“, София: Народна култура, 1974

## Посмъртно признание
Издателство „Жанет 45“ учредява на негово име литературната награда „Иван Николов“, която ежегодно се присъжда за най-добър сборник с поезия или поема.